# Itaipava Arena Pernambuco
Itaipava Arena Pernambuco – stadion piłkarski w Recife, w Brazylii. Może pomieścić 46 154 widzów. Swoje spotkania rozgrywają na nim piłkarze klubu Náutico Recife, którzy poprzednio występowali na Estádio dos Aflitos. Budowa rozpoczęła się w sierpniu 2010 roku, a inauguracja stadionu odbyła się 20 maja 2013 roku, kiedy zorganizowano mecz dla robotników budujących obiekt; większa ceremonia otwarcia odbyła się natomiast dwa dni później, kiedy Náutico rozegrało sparing z Benficą Lizbona (1:1). Obiekt był jedną z aren piłkarskiego Pucharu Konfederacji 2013.

## Mecze Mistrzostwa Świata w Piłce Nożnej 2014
Stadion był areną Mistrzostw Świata w Piłce Nożnej 2014. Odbyły się na nim 4 mecze fazy grupowej oraz mecz fazy 1/8 finału.
| Data            | Godzina     | Reprezentacja            | Wynik        | Reprezentacja        | Faza                 | Frekwencja |
| --------------- | ----------- | ------------------------ | ------------ | -------------------- | -------------------- | ---------- |
| 15 czerwca 2014 | 03:00       | Wybrzeże Kości Słoniowej | 2:1          | Japonia              | Grupa C              | 40 267     |
| 20 czerwca 2014 | 18:00       | Włochy                   | 0:1          | Kostaryka            | Grupa D              | 40 285     |
| 23 czerwca 2014 | 22:00       | Chorwacja                | 1:3          | Meksyk               | Grupa A              | 41 212     |
| 26 czerwca 2014 | 18:00       | Stany Zjednoczone        | 0:1          | Niemcy               | Grupa G              | 41 876     |
| 29 czerwca 2014 | 22:00       | Kostaryka                | 1:1 (5:3 k.) | Grecja               | 1/8 finału           | 41 242     |
| Liczba goli     | Liczba goli | Liczba goli              | 11 + 8k.     | Całkowita frekwencja | Całkowita frekwencja | 204 882    |